# Radiónica (emisora)
Radiónica es una estación de radio pública colombiana que emite en FM desde Bogotá, para esta y otras diez ciudades en Colombia en diferentes frecuencias. 
También puede escucharse en línea desde la aplicación oficial para dispositivos móviles, su portal en Internet y en la TDT. 
El nombre de la emisora proviene del tipo de medicina alternativa denominada Radiónica, la cual afirma que las enfermedades pueden ser diagnosticadas y tratados con una clase de energía similar a las ondas de radio.
Su target es el público juvenil bajo una fórmula musical basada principalmente en rock, pop, electrónica y urbano de corte comercial y alternativo con ocasional emisión de metal y hip hop. 

## Historia
En 1929 fue inaugurada la HJN organismo oficial de radiodifusión del estado colombiano.
Dicha iniciativa perduró hasta 1937, año en el que sus emisiones fueron suspendidas. En 1940 durante la administración de Eduardo Santos se instituye en su reemplazo la Radiodifusora Nacional de Colombia, emisora que perduraría en un formato clásico con frecuencias de onda corta, AM y FM, bajo distintos esquemas administrativos. Primero fue una entidad estatal autónoma. Luego funcionó como una de las dependencias de la Radiotelevisora Nacional de Colombia; finalmente entre 1963 y 2004, operó como una subdivisión del hoy extinto Instituto Nacional de Radio y Televisión (Inravisión), liquidado en ese mismo año para convertirse en la RTVC.
En 1995, aún con el esquema de Inravisión, bajo la tutela de Silvia Motta y la dirección de Daniel Casas C., nace el 6 de enero la llamada 99-1 Frecuencia Joven de la Radiodifusora Nacional de Colombia. De aquella fase previa se recuerdan distintos programas de géneros variados como Detector (Metal) con Andrés Durán (se sigue emitiendo, quien a su vez venía de la Superestación), Alerta Roja (Electrónica) con Gabriel Odín (DJ G.O.), Reggae 99.1 con Willi Vergara, El Túnel del Ritmo, con Omar Barrera y Moncho Viñas, 99-1 Clásico con Daniel Casas, Del Jazz al Jazz, presente con el género que le da nombre, mostrando su historia o nuevas tendencias. Entre 2003 y 2006 es de destacarse el programa de opinión de 99.1 en la franja de 6 a 9 p. m., con La silla eléctrica, bajo la dirección de Andrés Ospina y Manuel Carreño, uno de los emblemas de la emisora durante ese entonces debido a sus ágiles e inventivas formas de hacer sarcasmo, revolución y humor a través de la radio pública, siendo severos críticos de medios y radio comercial.
El 15 de octubre de 2005, 99-1 Frecuencia Joven cambia su nombre por Radiónica: 99.1 en el marco de la celebración del festival Rock al Parque 2005, durante su decimoprimer aniversario. Con esto la RTVC lanzaría una nueva estación de radio juvenil enfocada en diversos géneros. A principios de 2006 la emisora extiende su cobertura a San Andrés Isla, y debido a su gran acogida, comienza transmisiones en mayo de 2007 en las ciudades de Cartagena, Cali y Medellín, así como por Internet desde su página web.  
En 2007 el equipo de trabajo incluyó a grandes expertos y conocedores de la escena musical contemporánea, como Héctor Mora, Félix Sant-Jordi, John "Tato" Cepeda, José Enrique Plata e Iván García. Sumados a Álvaro González y Andrés Durán hicieron posiblemente el equipo más fuerte que haya existido en músicas jóvenes en Colombia.
A fines de 2009 Radiónica continúa ampliando su cobertura al abrir nuevas frecuencias para las ciudades de Barranquilla, Santa Marta y Riohacha.
En junio de 2014 Radiónica en Málaga Santander en 92.3 FM
El 15 de octubre de 2015 se Celebró los 10 años de la emisora y además se estrenó dial en Pereira en 95.6 FM.
En 2025, tras la salida de Iván García como director del sistema, la emisora empieza a orientar su programación hacia un frente más comercial con el fin de competir con formatos similares de otras cadenas.
De igual modo esta emisora también está disponible en el canal 16.4 de la Televisión Digital Terrestre colombiana.

## Concierto Radiónica
Desde el año 2009, Radiónica celebra su aniversario con el Concierto Radiónica, un festival que reúne a los artistas nacionales emergentes más destacados de su programación, así como a artistas invitados nacionales e internacionales. El evento es gratuito, aunque se emite boletería que se regala a la audiencia en concursos a través de llamadas al aire y actividades en espacios públicos. 
El Concierto Radiónica se ha celebrado de manera simultánea en ciudades como Bogotá, Medellín, Cali, Barranquilla o Santa Marta, buscando expandir la señal de Radiónica a través de todo el territorio nacional de una manera descentralizada. 

## Caravana Radiónica
En noviembre de 2016, Radiónica lanzó la primera Caravana Radiónica, una gira de cuatro días por las carreteras colombianas que llevó a las bandas Diamante Eléctrico y Oh'laville a las ciudades de Pereira y Cali. En cada ciudad, los artistas locales Carlos Elliot Jr (Pereira), así como Los Hotpants y Ra La Culebra (Cali) se unieron a la Caravana para completar el lineup.

## Eventos cubiertos
Radiónica ha estado involucrada en bastantes conciertos y eventos públicos en Bogotá, ya sea patrocinándolos o transmitiéndolos en vivo, y a medida que su cobertura aumenta, ha anunciado futuros eventos y presencia en la demás ciudades en las que transmite su señal.
- Festival Rock al Parque 2005, en Bogotá. 15, 16 y 17 de octubre de 2005 (15 de octubre: fecha oficial del lanzamiento de la emisora)

- Festival Rock al Parque 2006, en Bogotá. 14, y 16 de octubre de 2006

- Festival Rock al Parque 2007, en Bogotá. 3, 4 y 5 de noviembre de 2007
- Festival Altavoz 2007 en Medellín. 13, 14 y 15 de octubre de 2007

- Festival Rock al Parque 2008 en Bogotá. 1, 2 y 3 de noviembre de 2008
- Festival Altavoz 2008 en Medellín. 11, 12 y 13 de octubre de 2008

- Festival Rock al Parque 2009, en Bogotá. 27, 28 y 29 de junio de 2009
- Festival Altavoz 2009 en Medellín.
- Festival Rock al Parque 2010, en Bogotá. 3,4 y 5 de julio de 2010

- Festival Rock al Parque 2011, en Bogotá. 1, 2, 3 y 4 de julio de 2011
- Concierto Radiónica 6 años en Bogotá. 18 de septiembre de 2011

- Festival Rock al Parque 2012, en Bogotá. 30 de junio, 1 y 2 de julio de 2012
- Festival Hip Hop Al Parque 2012, en Bogotá. 20 de octubre de 2012

## Frecuencias
| Ciudad       | Departamento    | Frecuencia (Indicativo) | Frecuencia (Indicativo) |
| Ciudad       | Departamento    | AM                      | FM                      |
| ------------ | --------------- | ----------------------- | ----------------------- |
| Barranquilla | Atlántico       |                         | 95.1 HJXL               |
| Cartagena    | Bolívar         |                         | 95.1 HJXL               |
| Riohacha     | La Guajira      |                         | 95.1 HJXL               |
| Santa Marta  | Magdalena       |                         | 95.1 HJXL               |
| Sincelejo    | Sucre           |                         | 95.1 HJXL               |
| Bogotá       | Cundinamarca    |                         | 99.1 HJYM               |
| Cali         | Valle del Cauca | 580 HJHP                |                         |
| Málaga       | Santander       |                         | 92.3 HJZN               |
| Medellín     | Antioquia       | 550 HJHF                |                         |
| Pereira      | Risaralda       |                         | 95.6 HJD45              |
| Armenia      | Quindío         |                         | 95.6 HJD45              |